# Mont Cassel
Der Mont Cassel stellt mit einer Höhe von 176 Metern die höchste Erhebung des Heuvelland (französisch Monts des Flandres) dar. Er befindet sich im französischen Département Nord im Kanton Bailleul. Auf dem Berg liegt die kleine Stadt Cassel.

## Lage und Auffahrten
Der Mont Cassel befindet sich im Westen des Heuvelland, das sich zwischen dem Cap Gris-Nez im Westen und dem Mont-de-l’Enclus im Osten erstreckt. Der höchste Punkt befindet sich bei der Moulin de Cassel auf einer Höhe von 176 Metern. Die nächste größere Stadt ist das rund fünf Kilometer südliche Hazebrouck, während Lille rund 50 Kilometer südöstlich liegt.

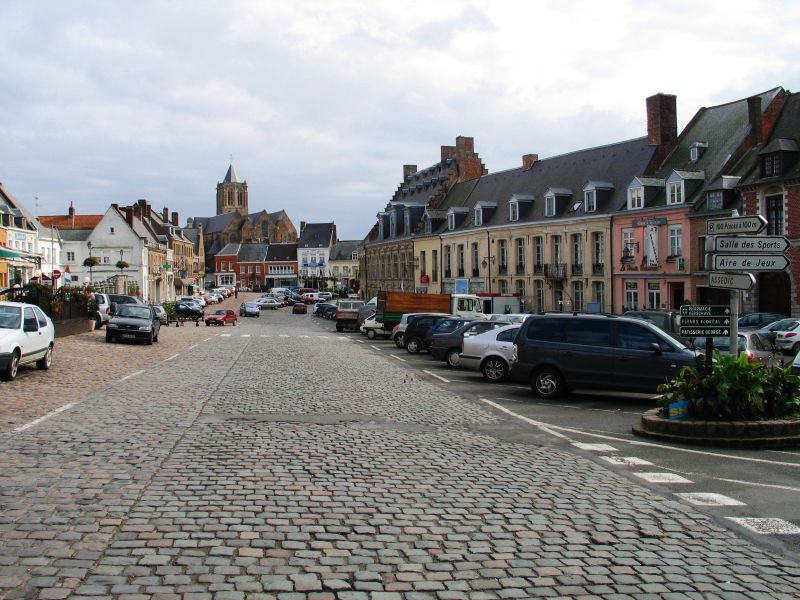
Die gepflasterte Auffahrt der D933

Auf dem Berg befindet sich der Hauptplatz von Cassel, das über mehrere Straßen erreicht werden kann. Die D933 führt durch das Zentrum der Gemeinde, wobei sie in mehreren Kurven verläuft. Die Ostauffahrt ist dabei von Kopfsteinpflaster bedeckt. Alternativ führen auch der Chemine de la Gare, die Rue d’Aire, die Rue de Watten, die Route d’Oxelaëre und die ebenfalls gepflasterte Route de Dunkerque auf den Berg.

## Radsport
Der Mont Cassel wird regelmäßig von Radsport-Veranstaltungen genutzt. Insbesondere bei den Vier Tage von Dünkirchen wir er regelmäßig befahren. Weiters bildete er über lange Zeit auch einen Anstieg bei Gent–Wevelgem, ehe er mit dem Jahr 2016 aus dem Programm gestrichen wurde. Der Mont Cassel war zuvor in der frühen Rennphase zweimal über die gepflasterte Route de Dunkerque und die Rue d’Aire erreicht worden.
Im Jahr 2014 führt die Tour de France auf der 4. Etappe von Westen über die D933 auf den Mont Cassel, wobei am Hauptplatz ein Zwischensprint ausgefahren wurde. Im Jahr 2022 auf der 4. Etappe wurde erstmals Bergwertung unter dem Namen Côte de Cassel abgenommen, die sich der Däne Magnus Cort Nielsen sicherte. Dabei wurde die gepflasterte Ostauffahrt genutzt, die auf einer Länge von 1900 Metern im Schnitt mit 3,5 % ansteigt.
Bei der Tour de France 2025 wurde der Anstieg im Rahmen des Grand Départ im Département Nord gleich zweimal überquert. Auf der 1. Etappe erfolgt die Auffahrt erneut über die gepflasterte D933, ehe es auf der 3. Etappe über die Route d’Oxelaëre zur Bergwertung ging. Beide Male wurde auf dem höchsten Punkt eine Bergwertung der 4. Kategorie abgenommen.
| Jahr | Etappe    | Bergwertung  | Fahrer              | Auffahrt                     |
| ---- | --------- | ------------ | ------------------- | ---------------------------- |
| 2022 | 4. Etappe | 4. Kategorie | Magnus Cort Nielsen | Ost (D933)                   |
| 2025 | 1. Etappe | 4. Kategorie | Benjamin Thomas     | Ost (D933)                   |
| 2025 | 3. Etappe | 4. Kategorie | Tim Wellens         | Süd (Route d’Oxelaëre, D933) |